# Светът като воля и представа
Светът като воля и представа (нем. Die Welt als Wille und Vorstellung) е основният философски труд на германския философ Артур Шопенхауер (1788-1860). Авторът започва да пише текста през 1814 г. и го завършва в края на 1818 г., a през следващата година излиза в малък тираж първото издание.  Влияние върху произведението оказват Имануел Кант, Платон, будизмът и индийската философия (в частност веданта).
Самият Шопенхауер счита книгата си за свое основно творение. Двадесет и пет години след първото издание, през 1844 той публикува разширен вариант в два тома, като първият том съдържа преработка на оригиналния труд, а вторият – негови допълнения и пояснения. В 1859 излиза още едно издание съдържащо стотина допълнителни страници.
Шопенхауер развива тезата, че Кантовото „нещо само по себе си“ (Ding-an-sich) е Волята и тя е онтологична основа на света, разпределена на различни степени във всичко живо и неживо — човекът, животните, минералите, природните закони. Представата (или Кантовото „явление“) е само нейно отражение и има илюзорен характер (като древноиндийската „мая“ — материята, от която е създаден светът). Волята се характеризира с хаотичен стремеж към обекти. Тя е сляпа и ирационална, а разумът е неин инструмент за задоволяване на желанията ѝ. Според Шопенхауер оттам произтичат всички страдания в света (както се твърди и в будизма) — човекът винаги желае нещо, и когато дори и най-малкото желание остане незадоволено, започва да страда.
Изходът от това положение, според Шопенхауер, е:
1. Да осъзнаем, че Аз-ът е илюзия, и всички ние сме едно цяло във волята сама по себе си.
2. Аскетизъм — да се лишим от каквито и да е удоволствия и да не желаем нищо.
3. Етика на състраданието – да чувстваме чуждата болка като своя.

Когато всеки Аз бъде напълно заличен, завършва книгата си Шопенхауер, от нашия свят не остава нищо, волята се затваря в себе си и повече няма желания. Това състояние могат да обяснят само мистиците.
През 1948 г. Томас Ман подготвя едно съкратено издание на книгата..